# Sommets de l'Union africaine
Les sommets de l’Union africaine sont les rencontres annuelles de l'ensemble des membres de la Conférence[réf. nécessaire], c'est-à-dire des chefs d’État - ou de gouvernement - de l’Union africaine depuis 2002.

## Liste
| No | Début            | Fin              | Pays           | Ville           | Thème |
| -- | ---------------- | ---------------- | -------------- | --------------- | --- |
| 1  | 28 juin 2002     | 10 juillet 2002  | Afrique du Sud | Durban          | |
| 2  | 4 juillet 2003   | 12 juillet 2003  | Mozambique     | Maputo          | |
| 3  | 6 juillet 2004   | 8 juillet 2004   | Éthiopie       | Addis-Abeba     | |
| 4  | 24 janvier 2005  | 31 janvier 2005  | Nigeria        | Abuja           | |
| 5  | 28 juin 2005     | 5 juillet 2005   | Libye          | Syrte           | |
| 6  | 16 janvier 2006  | 24 janvier 2006  | Soudan         | Khartoum        | |
| 7  | 25 juin 2006     | 2 juillet 2006   | Gambie         | Banjul          | Rationalisation des communautés économiques régionales et intégration régionale                                                      |
| 8  | 22 janvier 2007  | 30 janvier 2007  | Éthiopie       | Addis-Abeba     | - Science, technologie et recherche scientifique pour le développement - Le réchauffement climatique en Afrique                      |
| 9  | 25 juin 2007     | 6 juillet 2007   | Ghana          | Accra           | Grand débat sur le gouvernement de l'Union africaine                                                                                 |
| 10 | 25 janvier 2008  | 2 février 2008   | Éthiopie       | Addis-Abeba     | Le développement industriel en Afrique                                                                                               |
| 11 | 24 juin 2008     | 1er juillet 2008 | Égypte         | Charm el-Cheikh | Atteindre les objectifs du millénaire pour le développement concernant l'eau et l'assainissement                                     |
| 12 | 26 janvier 2009  | 3 février 2009   | Éthiopie       | Addis-Abeba     | Le développement d'infrastructures en Afrique                                                                                        |
| 13 | 24 juin 2009     | 3 juillet 2009   | Libye          | Syrte           | Investir dans l'agriculture pour la croissance économique et la sécurité alimentaire                                                 |
| 14 | 25 janvier 2010  | 2 février 2010   | Éthiopie       | Addis-Abeba     | Les technologies de l'information et de la communication en Afrique : défis et perspectives de développement                         |
| 15 | 19 juillet 2010  | 27 juillet 2010  | Ouganda        | Kampala         | La santé des mères, des enfants et des nourrissons, et le développement en Afrique                                                   |
| 16 | 24 janvier 2011  | 31 janvier 2011  | Éthiopie       | Addis-Abeba     | Valeurs partagées pour une plus grande unité et intégration                                                                          |
| 17 | 29 janvier 2012  | 4 février 2012   | Éthiopie       | Addis-Abeba     | Promouvoir le commerce inter-africain                                                                                                |
| 29 | 3 juillet 2017   | 4 juillet 2017   | Éthiopie       | Addis-Abeba     | Questions de crise - jeunesse |
| 31 | 17 novembre 2018 | 18 novembre 2018 | Éthiopie       | Addis-Abeba     | Réforme portée sur l'institution |
| 32 | 10 février 2019  | 11 février 2019  | Éthiopie       | Addis-Abeba     | Année des réfugiés, des rapatriés et des déplacés internes en Afrique: Vers des solutions durables aux déplacements forcé en Afrique |
| 33 | 9 février 2020   | 10 février 2020  | Éthiopie       | Addis-Abeba     | Faire taire les armes à feu : créer des conditions propices au développement de l’Afrique                                            |
| 34 | 6 février 2021   | 7 février 2021   | Éthiopie       | Addis-Abeba     | lutte contre le Covid-19 |
| 35 | 5 février 2022   | 6 février 2022   | Éthiopie       | Addis-Abeba     | Faire taire les armes en Afrique à l'horizon 2022                                                                                    |
| 36 | 18 février 2023  | 19 février 2023  | Éthiopie       | Addis-Abeba     | les violences meurtrières au Sahel et en République démocratique du Congo, zone de libre-échange continentale.                       |
| 37 | 17 février 2024  | 19 février 2024  | Éthiopie       | Addis-Abeba     | |
| 38 | 15 février 2025  | 16 février 2025  | Éthiopie       | Addis-Abeba     | « Justice pour les Africains et les personnes d’ascendance africaine grâce aux réparations »                                         |